# Intérieurs (émission de télévision)
 (juillet 2025).
Si vous disposez d'ouvrages ou d'articles de référence ou si vous connaissez des sites web de qualité traitant du thème abordé ici, merci de compléter l'article en donnant les références utiles à sa vérifiabilité et en les liant à la section « Notes et références ».
Pour les articles homonymes, voir Intérieurs.
Intérieurs est une émission de télévision de 52 minutes consacrée au  mode de vie ou lifestyle, au design, à la décoration et à l'art de vivre, diffusée sur la chaîne payante privée Paris Première, chaque dimanche à 10 h 30.

## Concept
Suivant les saisons, l'émission est incarnée par une présentatrice ou un présentateur ou, le plus souvent, sans présentateur mais accompagnée d'un commentaire. Pour la rentrée 2012 et sa 10e saison, une nouvelle formule est animée par Anthony Van Den Bossche, proposant cinq ou six sujets, consacrés au au mode de vie, à la décoration, au design, à l'art de vivre et aux tendances récentes en matière d'habitat. Chaque sujet dure une dizaine de minutes. Le découpage conventionnel de l'émission comprend un premier reportage proposant de découvrir le mode de vie d'une personnalité (artiste, décorateur, designer, créateur...) ou d'un particulier passionné par la décoration et le design, en découvrant son intérieur. Une rubrique de l'émission est également consacrée à la présentation d'une tendance design (baroque, décoration végétale, utilisation de la lumière...) ou d'objets et matières de la décoration contemporaine (fauteuils Le Corbusier, tabouret Tam Tam...). 

## Relooking
Le relooking, notable rubrique historique de l'émission présente plusieurs coachs d'intérieurs professionnels censés répondre aux souhaits d'un particulier, pouur la transformation d'une pièce de son appartement ou de sa villa ou encore, consistant à relever un défi de décoration avec contraintes (thème, budget fixé, couleur, battle...). On peut suivre l'évolution de la transformation, depuis l'ébauche du projet sur papier, jusqu'à la découverte finale, appelée « Relooking » dans l'émission, en passant par la sélection et l'achat d'accessoires ou mobiliers dans des commerces de Paris avant l'exécution des travaux.

## Nouveautés de la10esaison
La dixième et dernière saison de l'émission est diffusée à partir d'octobre 2012 chaque dimanche à 10h30 sur Paris Première. Le rendez-vous comprend de nouvelles rubriques, notamment le Déco Test, pour lequel Anthony Van Den Bossche découvre et essaie les lieux les plus en vue du moment (hôtels, restaurants, bars, musées, boutiques, expositions...) à Paris, en région comme à l'étranger, pour livrer son opinion sur la décoration de ces lieux. Parti pris subjectif renforcé par l'utilisation de prise de vue en caméra également subjective. 
Autre nouvelle rubrique, Design Expert, dans laquelle des designers, architectes d'intérieurs, décorateurs, partagent avec le public, leurs trois coups de cœur artistiques, toutes disciplines confondues. Cette rubrique permet notamment de recevoir les designers Mathieu Lehanneur, François Bauchet, Patricia Urquiola, et Luca Nichetto ainsi que l'architecte Charles Zana, la décoratrice Sarah Lavoine et les studios CKR et DiMore[réf. nécessaire].